# Donbas Modern Music Art
DMMA-2013 (Donbas Modern Music Art) — перший та єдиний на Сході України Міжнародний фестиваль сучасного музичного мистецтва, який проходив у Донецьку з 13 по 17 травня 2013 року. Організований композитором Євгеном Петриченко за підтримки Донецької обласної ради, Донецької обласної державної адміністрації, управління культури і туризму, Донецького обласного відділення Національної всеукраїнської музичної спілки та Донецької організації Національної Спілки композиторів України. Також до реалізації проєкту були залучені: Донецька міська рада, Управління у справах сім'ї, молоді та спорту облдержадміністрації, Донецька державна музична академія імені С. С. Прокоф'єва.

## Програма «DMMA-2013»
13 травня відбулося урочисте відкриття фестивалю. Цей творчий вечір був присвячений 100-річчю від дня народження видатного польського композитора Вітольда Лютославського. Прозвучали його твори «Фортепіанний концерт», «Мала сюїта», «Книга для оркестру», «Спів-квіти і спів-казки».
14 травня відбувся вечір симфонічних прем'єр за участю академічного симфонічного оркестру Запорізької філармонії, головний диригент — народний артист України В'ячеслав Редя.
На сцені Донбас Опери відбулася прем'єра творів Олександри Карастоянової-Херментін (Австрія) та українських композиторів:
- Ігоря Щербакова,
- Наталії Бойовій,
- Олександра Козаренко,
- Олексія Скрипника,
- Євгенія Петриченко.

15 травня прозвучала музика донецьких композиторів і вихідців з Донбасу:
- Олександра Рудянського,
- Володимира Стеценка,
- Кирила Фандєєва,
- Романа Качанова,
- Сергія Мамонова,
- Анатолія Шуха,
- Олени Чистої,
- Данили Мілки,
- Геннадія Сасько.

16 травня відбувся творчий вечір, присвячений сучасній опері та хореографії: «Гомін води з хайку Басе» Рікі Нарімото (Японія), «Морська примара» Квіти Димитров (Австрія-Болгарія), «Відблиски втомленого поп-стара» Юлії Гомельської (Україна), «Цього вечора Борис Годунов» Кармели Цепколенко (Україна).
17 травня відбулося урочисте закриття фестивалю програмою « Музика нашого часу: Швеція — Фінляндія — Японія — Україна». Свої твори представили сучасні композитори: Калеві Ахо (Фінляндія), Мірьям Таллі (Швеція), Вадим Ларчиков (Україна), Томас Лільехольм (Швеція), Масатака Мацуо (Японія), який диригував всією програмою закриття.
Також в рамках Міжнародного фестивалю «DMMA-2013» відбувся перший відкритий конкурс молодих композиторів. У фінал пройшли учасники-конкурсанти із Запоріжжя, Києва, Одеси, Харкова, Луганська, Донецька, Миколаєва.
У Донецькому Будинку працівників культури 13 і 14 травня пройшли фінальні прослуховування конкурсних творів. Міжнародним складом журі були обрані переможці, нагородження яких відбулося наступного дня в музеї Сергія Прокоф'єва в селі Красне Донецької області. Крім цього, 15 травня на батьківщині композитора пройшов гала-концерт переможців у камерних номінаціях і молодих композиторів Донеччини.
У складі журі конкурсу композиторів були відомі музиканти України та Європи:
- Ігор Щербаков (Україна, Київ),
- Олексій Скрипник (Україна, Донецьк),
- Олександра Карастоянова-Херментін (Австрія, Відень),
- Томас Лільехольм (Швеція, Векше),
- Сергій Мамонов (Україна, Донецьк),
- Олександр Козаренко (Україна, Львів),
- Кармелла Цепколенко (Україна, Одеса),
- Геннадій Сасько (Україна, Київ).

16 і 17 травня пройшли майстер-класи Руперта Бергманна, Олександра Карастоянової-Херментін (Австрія), Томаса Лільехольма (Швеція), Вадима Ларчикова (Україна).
У фестивалі взяли участь:
- Академічний симфонічний оркестр Донецької обласної філармонії під керівництвом заслуженого діяча мистецтв України Олександра Долинського, Романа Реваковича (Польща), Масатака Мацуо (Японія),
- Академічний симфонічний оркестр Запорізької філармонії (головний диригент-народний артист України В'ячеслав Редя),
- Хор Донецької державної музичної академії імені С. С. Прокоф'єва під керівництвом доцента Аліме Мурзаєвої,
- Ансамбль сучасної музики «SENZA SFORZANDO» під керівництвом Олександра Перепелиці-молодшого (Україна);
- дует «ВІОЛОНЧЕЛІССІМО» у складі Ольги Веселіна та Вадима Ларчикова (Україна);
- Ансамбль ударних інструментів «Art Percussion» під керівництвом Володимира Філатова.

## Солісти фестивалю
Піаністи — Беата Білінська (Польща), Діна Писаренко (Україна), Олексій Коваленко (Україна), Ілона Турчанінова (Україна).
Вокалісти — Іоанна Решель (Польща), Руперт Бергманн (Австрія), Анастасія Колеушко(Україна), Анна Братусь (Україна), Сергій Дубницький (Україна).
Гітарист Магнус Андерссон (Швеція).
Флейтистка Богдана Стельмашенко (Україна).
Баяніст Артем Нижник (Україна).
А також: учні середніх і старших класів школи хореографічної майстерності Вадима Писарєва, артисти та солісти театру Ірина Комаренко і Максим Вальчик (Україна).

## Інформаційні партнери
Медіапартнер «Телеканал Донбас», інтернет-партнер «alldonetsk.com», газета «День», портал «Культура», журнал «Музика» та інші регіональні та Національні інформаційні мережі.